# Associazione Sportiva Igea Virtus Barcellona 1950-1951
Questa voce raccoglie le informazioni riguardanti l'Associazione Sportiva Igea Virtus Barcellona nelle competizioni ufficiali della stagione 1950-1951.

## Rosa
| N. |                   | Ruolo | Calciatore      |
| -- | ----------------- | ----- | --------------- |
|    | Italia (bandiera) | C     | P. Ansaloni     |
|    | Italia (bandiera) | A     | B. Biordelli    |
|    | Italia (bandiera) | P     | N. Bertocchi    |
|    | Italia (bandiera) | A     | G. Calarese     |
|    | Italia (bandiera) | P     | Renzo Cavallina |
|    | Italia (bandiera) | C     | A. Cocozza      |
|    | Italia (bandiera) | C     | G. D'Amico      |
|    | Italia (bandiera) | C     | G. Forlani      |

| N. |                   | Ruolo | Calciatore      |
| -- | ----------------- | ----- | --------------- |
|    | Italia (bandiera) | D     | A. Gelsomino    |
|    | Italia (bandiera) | D     | C. Genovesi     |
|    | Italia (bandiera) | A     | E. Lazzari      |
|    | Italia (bandiera) | C     | G. Principale   |
|    | Italia (bandiera) | A     | G. Rodomonti    |
|    | Italia (bandiera) | D     | Cesare Rubinato |
|    | Italia (bandiera) | D     | B. Sanvito      |
|    | Italia (bandiera) | A     | R. Sanvito      |